# 英下乡
英下乡，是中华人民共和国新疆维吾尔自治区巴音郭楞蒙古自治州库尔勒市下辖的一个乡镇级行政单位。

## 行政区划
英下乡下辖以下地区：
英下村、其兰巴克村、喀拉巴克村和阿克墩村。